# 十日町ラジオ中継局

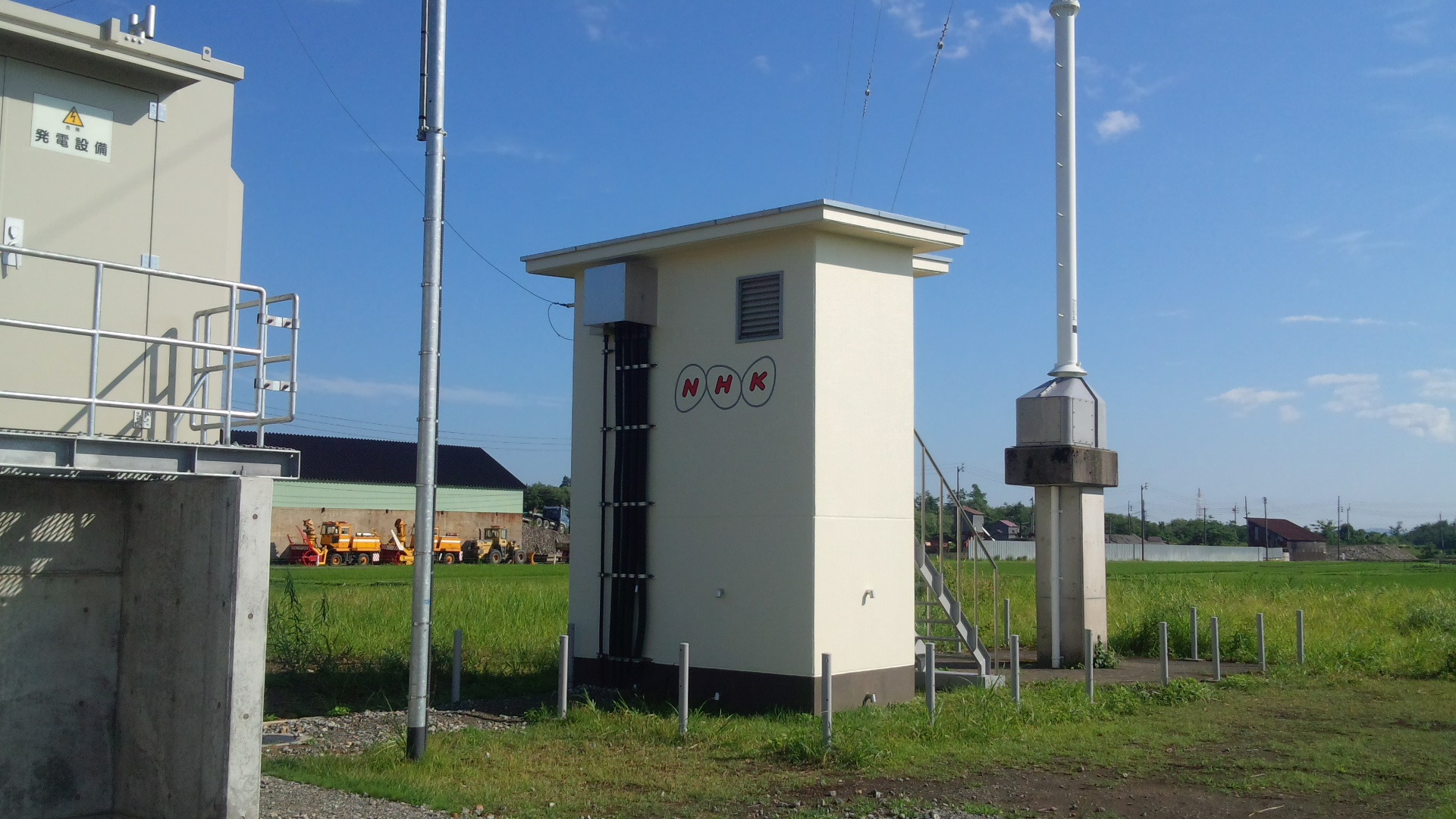
NHK十日町ラジオ中継放送所局舎

十日町ラジオ中継局（とおかまちラジオちゅうけいきょく）は、新潟県十日町市にあるNHK新潟放送局と新潟放送（BSN）の中波放送中継局の総称。送信施設としての名称は、NHKが十日町ラジオ中継放送所、BSNが十日町ラジオ放送局である。

## 概要
- 当中継局は、NHKが、十日町市丑字向島新田1749番。BSNが、十日町市丑（市営プール付近）にあり、十日町市内や周辺地域へ電波を発射している。
- なお、NHKラジオ第2が置かれていないため、津南局などを受信する。

## 中継局概要
| 周波数  | 放送局名     | 空中線電力 | 放送対象地域 | 放送区域内世帯数 | 開局日          |
| ------- | ------------ | ---------- | ------------ | ---------------- | --------------- |
| 1062kHz | BSN 新潟放送 | 100W       | 新潟県       | 2万9627世帯      | 1983年 12月25日 |
| 1341kHz | NHK 新潟第1  | 100W       | 新潟県       | 約2万8000世帯    | 1989年 11月15日 |